# Domingo de Valencia
Domingo de Valencia (1647 - 21 de junho de 1719) foi um prelado católico romano nomeado bispo de Nueva Cáceres (1718).

## Biografia
Domingo de Valencia nasceu em Manila em 1647. No dia 10 de janeiro de 1718, foi nomeado durante o papado de Clemente XI como Bispo de Nueva Cáceres, mas faleceu antes de ser consagrado a 21 de junho de 1719. Auxiliou na consagração episcopal de Miguel Bayot, Bispo de Cebú (1699).